# NGC 3195
NGC 3195 (другие обозначения — PK 296-20.1, ESO 19-PN2, AM 1009-803) — планетарная туманность в созвездии Хамелеона. Открыта Джоном Гершелем в 1835 году.
Этот объект входит в число перечисленных в оригинальной редакции «Нового общего каталога».